# Parc estatal Muntanya Taum Sauk
El Parc Estatal Muntanya Taum Sauk (en anglès, Taum Sauk Mountain State Park) és un parc estatal de Missouri (Estats Units d'Amèrica), ubicat a les muntanyes Sant Francesc, a l'altiplà Ozarks. El parc abasta la muntanya Taum Sauk, el punt més alt de l'estat. La part de Taum Sauk de la ruta Ozark connecta el parc amb el parc estatal Johnson's Shut-ins i l'àrea de Bell Mountain Wilderness, que junts formen part d'una gran zona silvestre popular entre senderistes i motxillers.

## Activitats i serveis
El parc té un campament rústic, un camí asfaltat fins al punt més elevat, instal·lacions de pícnic i una torre de vigilància a la qual es pot contemplar una bona vista; el dens bosc de la muntanya obscureix la vista des de la majoria d'altres miradors.
Les cascades Mina Sauk, les cascades més altes de Missouri, es troben a Taum Sauk i es poden visitar fent senderisme per un camí accidentat que fa un recorregut de 5 km des de la zona d'estacionament. Les cascades només tenen aigües durant els períodes de pluja; en la resta de l'any, l'aigua de la cascada es redueix o desapareix.